# Last Year's Songs: Greatest Hits
Last Year's Songs: Greatest Hits è il quarto album di Lisa Miskovsky.
Si tratta di una raccolta delle migliori tracce contenute nei primi tre album (Lisa Miskovsky, Fallingwater e Changes).

## Tracce
1. Driving One Of Your Cars
2. Another Shape Of My Heart
3. What If
4. Quietly
5. Sad Lullabye
6. Raindrops Keep Falling On My Head
7. Hanna Fren Arlow (con Christian Kjellvander)
8. Alright (con Last Patrol)
9. Lady Stardust
10. Sing To Me
11. A Brand New Day
12. Take Me By The Hand
13. Back To Stoneberry Road
14. Mary
15. Sweet Misery
16. Acceptable Losses
17. Little Bird
18. Last Year's Song
19. Another Shape Of My Heart (bassflow remake)